# Дзись, Георгий Васильевич
Георгий Васильевич Дзись (1 ноября 1926, Киев — 27 июля 2003) — советский и украинский государственный деятель, академик Академии экономических наук Украины, действительный член Международной академии менеджмента, кандидат экономических наук, заслуженный экономист Украины. Заместитель председателя Совета Министров УССР в 1986—1990 годах.

## Биография
Родился 1 ноября 1926 года в Киеве в семье агронома Василия Наумовича Дзися (1902—1937) и химика Ивги Семеновны Шекеры (1902—1967). В 1945 году окончил Нежинский техникум электрификации и механизации сельского хозяйства, в 1950 году Киевский технологический институт легкой промышленности, в 1979 году — Академию народного хозяйства при Совете Министров СССР. Член КПСС с 1954 года.
Трудовую деятельность начал в 1945 году старшим механиком Олевской МТС (Житомирская область).
- в 1951—1953 годах работал преподавателем в Киевском технологическом институте легкой промышленности;
- в 1953—1956 годах — главный инженер Борзнянской МТС;
- в 1956—1958 годах — директором Олишевской МТС;
- в 1958—1959 годах — председатель Олишевского райисполкома, первый секретарь Олишевского райкома КПУ;
- в 1959—1960 годах — второй секретарь Черниговского горкома КПУ;
- в 1961—1963 годах — первый секретарь Черниговского горкома КПУ;
- в 1963—1972 годах — заместитель заведующего отделом легкой и пищевой промышленности ЦК КПУ;
- в 1972—1978 годах — первый заместитель министра легкой промышленности УССР;
- в 1978—1986 годах — заместитель председателя Госплана УССР;
- 10 февраля 1986—1990 годах — заместитель председателя Совета Министров УССР.

Был делегатом XXVI-м и XXVII-го съездов КПУ, депутатом Верховного Совета СССР 11-го созыва (с 1986 года). Кандидат в члены ЦК КПУ в 1981—1986 г. Член ЦК КПУ в 1986—1990 г.
В июне 1986 года возглавлял и непосредственно принимал участие как заместитель председателя правительственной комиссии в работах по ликвидации последствий аварии на Чернобыльской АЭС. На основании своего чернобыльского дневника написал книгу «В эпицентре человеческой беды», опубликованную в 2003 году.
В сентябре 1986 года был заместителем председателя Государственной комиссии СССР по ликвидации последствий катастрофы — гибели парохода «Адмирал Нахимов».
В сентябре 1994 года основал Ассоциацию товарной нумерации Украины «ЕАН-Украина» и стал её президентом. Автор более 80 научных публикаций.
Жил в Киеве. Умер 27 июля 2003 года. Похоронен на Байковом кладбище (участок № 52а).

## Награды
Награждён двумя орденами Трудового Красного Знамени (1971, 31.10.1986), орденом Дружбы народов (1981), тремя орденами «Знак Почета» (1966, 1971, 1976), многими медали и грамотами Президента Украины, Президиума Верховной Рады Украины, Украинской православной церкви киевского патриархата, дипломом Международного союза экономистов и другими наградами.

## Память
26 июля 2004 года в Киеве, по улице Артема (ныне Сечевых Стрельцов), 26, где в 1990—2003 годах работал Георгий Васильевич, установлена бронзовая мемориальная доска.